# Хип-хоп
Хип-хоп е течение в културата, което възниква през 60-те и 70-те години в Ню Йорк, в средите на афроамериканците и латиноамериканците.
Представлява сливане на електронното темпо с градската култура. Появява се след ерата на диско музиката. Терминът хип-хоп се отнася до тип музика, както и към художествено движение и субкултура. Въпреки че терминът рап често се използва като синоним на хип-хоп, рапирането не е съществен компонент на хип-хоп музиката. Хип-хоп е понятие, включващо четири елемента: диджействане, графити, брейк танци и рапиране. Други вплетени изразни и музикални средства са ритмуването (англ. beatboxing, 'бийтбоксинг'), хип-хоп модата, модерните хип-хоп танци, груповият говор и жаргон.